# Rhys Marsh
Rhys Marsh (geboren in Londen als Neil Marsh) is een Brits/Noorse zanger, multi-instrumentalist, muziekproducent. Hij opereert binnen het genre singer-songwriter.
Hij is geboren in Engeland, maar vertrok in 2007 naar Noorwegen.
Hij laat zich daarin begeleiden door The Autumn Ghost, een muziekgroep bestaande uit wisselende muzikanten. Die muzikanten hebben hun sporen verdiend in allerlei bands uit Scandinavië. Sommige daarvan zijn ook bekend geraakt buiten Noord-Europa: Jaga Jazzist, Anekdoten, The National Bank, Wobbler, White Willow, Änglagård, Emmerhoff & The Melancholy Babies, Pelbo, In Lingua Mortua, The Irrepressibles, Flashback Caruso & The Divine Comedy. Het merendeel van deze bands maakt stemmige enigszins droeve muziek. Aan de andere kant speelde Marsh mee op het album Night Blooms van The Opium Cartel.
De muziek van Marsh vertoont gelijkenis met de muziek van no-man.
De discografie van Rhys Marsh & The Autumn Ghosts:
- The fragile state of inbetween (2008)
- Dulcima (2009)
- The Blue Hour (2012)
- Trio (2013)
  - And I wait (2013, download-single)
- Suspended in a weightless flight (2014) (coveralbum)
- Kaukasus I (2014)
  - Lift the memory (single van Kaukasus I)
- Sentiment (2014)
  - The last november en The seventh face (singles van Sentiment)
- The black sun shining (2015)
- October after all (2019)